# Ça plane pour moi
Ça plane pour moi är en punklåt på franska från 1977, baserad på den engelskspråkiga låten Jet Boy, Jet Girl från samma år av New Wave-bandet Elton Motello. Låten tillskrevs belgaren Plastic Bertrand vid utgivning, men det har senare framkommit att hans producent Lou Deprijck stod för sången. Låten har tolkats av flera artister, bland andra Leila K. Låten har använts ett antal gånger i media, bland annat i filmerna Accepted och The Wolf of Wall Street.
Översatt betyder Ça plane pour moi - det glider för mig. Det ska tolkas som "allt går bra" eller "det flyter".